# 2909 Hoshi-no-ie
2909 Hoshi-no-ie è un asteroide della fascia principale del diametro medio di circa 21,5 km. Scoperto nel 1983, presenta un'orbita caratterizzata da un semiasse maggiore pari a 3,0197440 UA e da un'eccentricità di 0,1181918, inclinata di 11,44104° rispetto all'eclittica.
L'asteroide è dedicato all'omonimo osservatorio di proprietà dello scopritore presso cui è avvenuta la scoperta.